# Scytalopus latebricola
El churrín ratona o tapaculo ratón (Scytalopus latebricola), también denominado tapacola lomipardo, es una especie de ave paseriforme de la familia Rhinocryptidae perteneciente al numeroso género Scytalopus. Es endémico de Colombia.

## Distribución y hábitat
Se distribuye en la Sierra Nevada de Santa Marta, en el noreste de Colombia.
Esta especie es considerada bastante común en su hábitat natural: el sotobosque de selvas montanas húmedas y sus bordes, principalmente entre los 2000 y los 3600 m s. n. m., a mayor altitud que el otro congénere encontrado en las mismas montañas, el churrín de Santa Marta (Scytalopus sanctaemartae).

## Taxonomía
Es monotípica. Las especies Scytalopus meridanus, S. caracae y S. spillmanni ya fueron consideradas subespecies de la presente.